# Sungai Buaya (Pemulutan)
Sungai Buaya is een bestuurslaag in het regentschap Ogan Ilir van de provincie Zuid-Sumatra, Indonesië. Sungai Buaya telt 1619 inwoners (volkstelling 2010).